# Aphistina balabacensis
Aphistina balabacensis är en tvåvingeart som beskrevs av H. Oldroyd 1972. Aphistina balabacensis ingår i släktet Aphistina och familjen rovflugor. Inga underarter finns listade i Catalogue of Life.